# クウェート・プレミアリーグ
クウェート・プレミアリーグ（英: Kuwait Premier League）は、クウェートサッカー協会が運営する、クウェートにおけるプロサッカーの最上位リーグである。
リーグの下位2クラブはディビジョン1に降格となる。

## 所属クラブ
2022-23シーズン
| クラブ名           | ホームタウン       | ホームスタジアム                               | 収容人数 |
| ------------------ | ------------------ | ---------------------------------------------- | -------- |
| アル・アラビ       | クウェート市       | サバーハ・アッ＝サーリム・スタジアム           | 26,000   |
| アル・ファハヒール | クウェート市       | ファハヒール・スタジアム                       | 31,000   |
| アル・ジャハラー   | アル・ジャハラー   | ムバーラク・アル・アイヤール・スタジアム       | 17,000   |
| クウェートSC       | クウェート市       | アル・クウェート・スポーツ・クラブ・スタジアム | 18,500   |
| アル・ナスル       | ファルワーニーヤ   | アリー・サバーハ・アッ＝サーリム・スタジアム   | 10,000   |
| カーディシーヤ     | クウェート市       | モハメド・アル・ハマド・スタジアム             | 22,000   |
| アル・サールミーヤ | サールミーヤ       | サーミル・スタジアム                           | 16,105   |
| アル・タダームン   | ファルワーニーヤ   | ファルワーニーヤ・スタジアム                   | 14,000   |
| アル・サーヘル     | アブー・ハリーファ | アブー・ハリーファ・シティ・スタジアム         | 2,000    |
| カーズマ           | クウェート市       | アル・サダーカ・ワル・サラーム・スタジアム     | 21,500   |

## 歴代優勝クラブ
| - 1961-62 : アル・アラビ - 1962-63 : アル・アラビ - 1963-64 : アル・アラビ - 1964-65 : クウェートSC - 1965-66 : アル・アラビ - 1966-67 : アル・アラビ - 1967-68 : クウェートSC - 1968-69 : カーディシーヤ - 1969-70 : アル・アラビ - 1970-71 : カーディシーヤ - 1971-72 : クウェートSC - 1972-73 : カーディシーヤ - 1973-74 : クウェートSC | - 1974-75 : カーディシーヤ - 1975-76 : カーディシーヤ - 1976-77 : クウェートSC - 1977-78 : カーディシーヤ - 1978-79 : クウェートSC - 1979-80 : アル・アラビ - 1980-81 : アル・サールミーヤ - 1981-82 : アル・アラビ - 1982-83 : アル・アラビ - 1983-84 : アル・アラビ - 1984-85 : アル・アラビ - 1985-86 : カーズマ - 1986-87 : カーズマ | - 1987-88 : アル・アラビ - 1988-89 : アル・アラビ - 1989-90 : アル・ジャハラー - 1990-91 : 優勝クラブなし (湾岸戦争) - 1991-92 : カーディシーヤ - 1992-93 : アル・アラビ - 1993-94 : カーズマ - 1994-95 : アル・サールミーヤ - 1995-96 : カーズマ - 1996-97 : アル・アラビ - 1997-98 : アル・サールミーヤ - 1998-99 : カーディシーヤ |

| シーズン  | 優勝               | 準優勝             |
| --------- | ------------------ | ------------------ |
| 1999-2000 | アル・サールミーヤ | カーディシーヤ     |
| 2000-01   | クウェートSC       | アル・サールミーヤ |
| 2001-02   | アル・アラビ       | カーディシーヤ     |
| 2002-03   | カーディシーヤ     | アル・アラビ       |
| 2003-04   | カーディシーヤ     | アル・アラビ       |
| 2004-05   | カーディシーヤ     | クウェートSC       |
| 2005-06   | クウェートSC       | カーディシーヤ     |
| 2006-07   | クウェートSC       | カーズマ           |
| 2007-08   | クウェートSC       | カーディシーヤ     |
| 2008-09   | カーディシーヤ     | カーズマ           |
| 2009-10   | カーディシーヤ     | クウェートSC       |
| 2010-11   | カーディシーヤ     | クウェートSC       |
| 2011-12   | カーディシーヤ     | クウェートSC       |
| 2012-13   | クウェートSC       | カーディシーヤ     |
| 2013-14   | カーディシーヤ     | クウェートSC       |
| 2014-15   | クウェートSC       | アル・アラビ       |
| 2015-16   | カーディシーヤ     | アル・サールミーヤ |
| 2016-17   | クウェートSC       | カーディシーヤ     |
| 2017-18   | クウェートSC       | カーディシーヤ     |
| 2018-19   | クウェートSC       | カーディシーヤ     |
| 2019-20   | クウェートSC       | カーディシーヤ     |
| 2020-21   | アル・アラビ       | カーディシーヤ     |
| 2021-22   | クウェートSC       | カーズマ           |
| 2022-23   | クウェートSC       | アル・アラビ       |
| 2023-24   | クウェートSC       | アル・アラビ       |

## クラブ別優勝回数
| クラブ名           | 優勝数 |
| ------------------ | ------ |
| クウェートSC       | 19     |
| カーディシーヤ     | 17     |
| アル・アラビ       | 17     |
| カーズマ           | 4      |
| アル・サールミーヤ | 4      |
| アル・ジャハラー   | 1      |

## 歴代得点王
| シーズン  | 選手                                              | 所属                              | 得点 |
| 1991-92   | ジャーシム・アル＝フワイディー                    | アル・サールミーヤ                | 10   |
| 1995-96   | ジャーシム・アル＝フワイディー カルロス・ブランコ | アル・サールミーヤ アル・カーズマ | 6    |
| 1999-2000 | バシャール・アブドゥッラー                        | アル・サールミーヤ                | 11   |
| 2001      | ファラジュ・ラヒーブ バシャール・アブドゥッラー   | クウェートSC アル・サールミーヤ   | 10   |
| 2001-02   | マレク・ジョン                                    | カーズマ                          | 10   |
| 2003-04   | ハラフ・アッ＝サラーマ                            | カーディシーヤ                    | 12   |
| 2004-05   | フィラース・アル＝ハティーブ                      | アル・アラビ                      | 13   |
| 2005-06   | ハマド・アル＝ハルビー                            | アル・ファハヒール                | 22   |
| 2006-07   | バシャール・アブドゥッラー                        | クウェートSC                      | 10   |
| 2007-08   | アフマド・アジャブ                                | カーディシーヤ                    | 14   |
| 2008-09   | カレカ                                            | クウェートSC                      | 13   |
| 2009-10   | イスマイール・アル・アジミ                        | クウェートSC                      | 13   |
| 2010-11   | フィラース・アル＝ハティーブ                      | カーディシーヤ                    | 14   |
| 2011-12   | ヴィニシウス・ロペス                              | アル・ジャハラー                  | 9    |
| 2012-13   | ロジェリーニョ                                    | クウェートSC                      | 11   |
| 2013-14   | オマル・アッ＝ソーマ                              | カーディシーヤ                    | 23   |
| 2014-15   | パトリック・ファビアーノ                          | カーズマ                          | 22   |
| 2015-16   | フィラース・アル＝ハティーブ                      | アル・アラビ                      | 23   |
| 2016-17   | デビッド・ダ・シルバ                              | カーディシーヤ                    | 14   |